# Invasion U.S.A.
Invasion U.S.A. ist ein US-amerikanischer Film aus dem Jahre 1985 von Joseph Zito nach einer Story von Aaron Norris und James Bruner, in dem ein ehemaliger CIA-Agent im Alleingang versucht, Amerika vor der gewaltsamen Invasion durch Terroristen zu retten. Produktionsfirma war Cannon Films.

## Handlung
Grausame, scheinbar sinnlose Morde erschüttern zur Weihnachtszeit die Küsten Floridas. Eine Gruppe kubanischer Flüchtlinge wird in ihrem Boot erschossen, die Besatzung eines Kreuzers der Küstenwache wird tot geborgen, ein junges Liebespaar wird nachts am Strand kaltblütig ermordet.
Neben dem FBI versucht auch die Reporterin McGuire die Hintergründe dieser Verbrechen aufzuklären.
Verantwortlich für die Mordserie ist der sowjetische Terrorist Rostov (alias Michael Hames), der mit seiner internationalen Söldnertruppe heimlich gelandet ist. Ausgerüstet mit einem, durch Drogengeschäfte finanzierten, gigantischen Waffenarsenal, überziehen er und seine als ehrsame Bürger getarnten Leute das Land nun mit gezielten Terroraktionen.
Die Regierung bittet Matt Hunter um Hilfe. Der ehemalige Special Agent und Chefagent des US-Geheimdienstes, der jetzt zurückgezogen in den Sumpfgebieten der Everglades in einer Blockhütte lebt, konnte schon einmal einen Terrorakt Rostovs verhindern, doch seine Vorgesetzten untersagten ihm anschließend, den Terroristen zu töten.
Aus diesem Grund weigert sich Hunter nun auch erneut, in den Kampf zu ziehen.
Rostov jedoch ist von dem Gedanken besessen, Hunter zu vernichten und verübt einen Mordanschlag auf ihn. Hunter kommt mit dem Leben davon, aber sein Freund John Eagle wird bei dem Überfall erschossen.
Hunter sinnt jetzt auf Rache und heftet sich als Einzelkämpfer an die Fersen von Rostov und seinen Leuten.
Diese haben mittlerweile die Bevölkerung in Aufruhr und Entsetzen versetzt. Sie zerstören nicht nur Bahnlinien und Lagerhäuser, sondern machen auch friedliche Vorstadtsiedlungen dem Erdboden gleich und ermorden unschuldige Bürger.
Um die Panik noch zu vergrößern, tarnen sie sich bei ihren Anschlägen als Polizisten und Armeeangehörige.
Der Landstrich versinkt immer mehr im Chaos. Die Nationalgarde rückt aus, in den großen Städten wird eine nächtliche Ausgangssperre verhängt, es entstehen erste Versorgungsengpässe.
Durch einen Tipp aus der Unterwelt konnte Hunter inzwischen einen von Rostovs Söldnern in seine Gewalt bringen und aus ihm das nächste Anschlagsziel der Bande herauspressen.
Den Bombenanschlag auf ein belebtes Einkaufszentrum kann er zwar nicht mehr verhindern, doch es gelingt ihm, mehrere von Rostovs Männern unschädlich zu machen.
In den folgenden Tagen schafft Hunter es immer wieder, weitere Anschläge zu verhindern und etliche Terroristen zu töten, unter ihnen auch Nikko, Rostovs rechte Hand.
Gleichzeitig erkennt er, dass es unmöglich ist, das komplette Terrornetzwerk Mann für Mann auszuschalten und beschließt, Rostov eine Falle zu stellen.
Über die Medien wird die Meldung lanciert, Hunter sei als Mitglied einer illegalen Bürgerwehr verhaftet und in das neue Militärhauptquartier nach Atlanta gebracht worden, in dem sich auch die Gouverneure der 50 Bundesstaaten versammelt hätten, um über die Lage der Nation zu beraten.
Rostov sieht nun die Möglichkeit, gleichzeitig die politische Führung der USA und seinen Erzfeind vernichten zu können. Er ruft seine komplette Bande zusammen und führt einen Sturmangriff auf das Gebäude in der Innenstadt von Atlanta durch.
Zu spät bemerkt er, dass er in einen Hinterhalt gelockt wurde. In den darauf folgenden Kämpfen wird Rostov von Hunter getötet, seine Männer ergeben sich nach heftigem und verlustreichem Gefecht der Armee.

## Kritik
Die amerikanischen Uraufführungskritiken des Films waren größtenteils vernichtend. Variety nannte den Streifen ein „abscheuliches Opus, bei dessen Herstellung Chuck Norris offensichtlich die Rambo-Zielgruppe im Visier hatte.“ Die Los Angeles Times fand ihn „brutal, eindimensional, sadistisch“ und L.A.Weekly kommentierte „Rambo hat seinen Meister an Dummheit gefunden.“ Auch die deutschen Kritiken waren alles andere als wohlwollend. Der Fischer Film Almanach entdeckte einen „bösen Zeitgeist, der hinter diesen panikschürenden Machwerken steht“, die Filmzeitschrift Multimedia konstatierte, es sei „ein enorm aufwendiger, aber dummer und gefährlicher Film“ und die Cinema fand es „bedenklich, dass solche Mobilmachungsfilme Kassenschlager werden.“
Gut 20 Jahre später werden Plot und Aussage des Films eher humorvoll rezensiert. So schreibt z. B. Christian Keßler: „Auf dem Gagaismus-Meter führt dieser Film nicht nur zum größtmöglichen Ausschlag, sondern zum Zentralkollaps, denn das hier ist nicht mehr Männerkino, sondern ein archetypischer Genrotz-Ausstoß mythischen Ausmaßes!“ (Splatting Image Nr. 72)
Das Lexikon des internationalen Films urteilte: „Harter Actionfilm, dessen Propagierung von Selbstjustiz und Feindbildern politisch zwiespältig ist und dessen Inszenierung auf die Terrorakte setzt, die er zu kritisieren vorgibt.“

## Hintergrund
- Die Produktionsfirma Cannon Films wollte mit dieser Produktion an die Erfolge der beiden Vorgänger Missing in Action (1984) und Missing in Action 2 – Die Rückkehr (1985), beide mit Norris in der Hauptrolle, anschließen und Norris bei einem breiten Publikum als Actionstar etablieren. Hierfür wurde dem Film im Vergleich ein wesentlich größeres Budget zugestanden und auch der Anteil von Actionszenen erhöht.[2]
- Der Film, dessen Spezialeffekte von Gary F. Bentley stammen, hatte ein Budget von rund 13 Millionen US-Dollar. Zusätzlich wurden sechs Millionen in das Marketing investiert.[3]
- Die Grundidee zum Film stammt von Chuck Norris, der einen Artikel im Reader’s Digest gelesen hatte, in dem die Existenz von in den USA lebenden Terroristen als Schläfer angenommen wurde. Norris’ Bruder Aaron Norris sowie James Bruner arbeiteten das Ganze zu einem Drehbuch aus. Auf Joseph Zito als Regisseur griff man zurück, da dieser zuvor bereits Missing in Action inszeniert hatte.[4] Ursprünglich sollte der Film den Titel American Ninja tragen, Norris lehnte es aber ab, einen solchen zu spielen. Während 1984 tatsächlich der Film American Fighter (im Original American Ninja) veröffentlicht wurde, entwickelte Drehbuchautor James Bruner die Idee insofern weiter, als dass Norris eine Person mit dem gleichnamigen Codenamen spielen sollte. Hieraus entstand schließlich der vorliegende Film.[5]
- Chuck Norris wollte die weibliche Hauptrolle mit Whoopi Goldberg besetzen, was jedoch der Regisseur ablehnte und auf Melissa Prophet zurückgriff.[6]
- Aaron Norris fungierte bei diesem Film, neben seiner Beteiligung am Drehbuch, als Stunt-Koordinator und wurde hierbei von Don Pike unterstützt. Insgesamt waren mehr als 90 Stuntmen an der Produktion beteiligt. Einer von ihnen war Eric Norris, der jüngste Sohn von Chuck Norris. Er gab mit dieser Produktion sein Debüt als Stuntman und war seither an mehr als 100 Produktionen beteiligt.[7]
- Die Dreharbeiten fanden in Atlanta statt, wobei man u. a. in einem zu renovierendem Einkaufszentrum drehte. Zudem griff man auf Soldaten und Ausrüstung der Nationalgarde zurück.[8]
- Chuck Norris äußerte sich 2014 in einem Interview zu den Stunt-Szenen des Films: „Die Shopping-Mall war der schwierigste, haarsträubendste, gefährlichste Stunt, den ich je in einem Film geliefert habe. Sie wollten sie komplett entkernen, deshalb durften wir alles kaputtmachen.“[9]
- Die Häuser, die von den Terroristen in die Luft gesprengt werden, waren Teil eines Viertels, das für den Rollbahnausbau des Atlanta Airport zum Abriss freigegeben waren.[10]
- Der Film spielt an den US-amerikanischen Kinokassen rund 17,5 Millionen ein und blieb damit hinter den hoch gesteckten Erwartungen zurück.[11]

## Trivia
- Im Film Nighthunter mit Michael Dudikoff heißt die Hauptfigur ebenfalls Matt Hunter. Der Film war als Fortsetzung zu Invasion U.S.A. geplant, allerdings zog sich Chuck Norris aus dem Projekt zurück und man griff auf Dudikoff als Ersatz zurück.[12]